# Tommy Gun
Tommy Gun – szósty singel zespołu The Clash wydany 24 listopada 1978 przez firmę CBS.

## Lista utworów
1. Tommy Gun – 3:17
2. 1–2 Crush on You – 3:00

## Muzycy
- Joe Strummer – wokal, gitara
- Mick Jones – gitara, wokal
- Paul Simonon – gitara basowa
- Topper Headon – perkusja